# بيتر شتاين
بيتر شتاين (بالألمانية: Peter Stein)‏ (و. 1937 – م) هو مخرج مسرحي، من ألمانيا، ولد في برلين.

## التعليم
تعلم في جامعة غوته في فرانكفورت، وجامعة لودفيش ماكسيميليان في ميونخ.

## جوائز
حصل على جوائز منها:
- جائزة إيراسموس (1993)
- جائزة غوته (1988)
- جائزة برلين للفنون [الإنجليزية]‏ (1980)
- وسام جوقة الشرف من رتبة فارس
- وسام الاستحقاق
- وسام الاستحقاق للفنون والعلوم
- وسام الصداقة الروسي
- قائد فرسان من وسام استحقاق جمهورية ألمانيا الاتحادية.

## وصلات خارجية
- بيتر شتاين على موقع IMDb (الإنجليزية)
- بيتر شتاين على موقع الموسوعة البريطانية (الإنجليزية)
- بيتر شتاين على موقع روتن توميتوز (الإنجليزية)
- بيتر شتاين على موقع مونزينجر (الألمانية)
- بيتر شتاين على موقع قاعدة بيانات الفيلم (الإنجليزية)
- بيتر شتاين على موقع كينوبويسك (الروسية)